# ティンキャン大聖堂

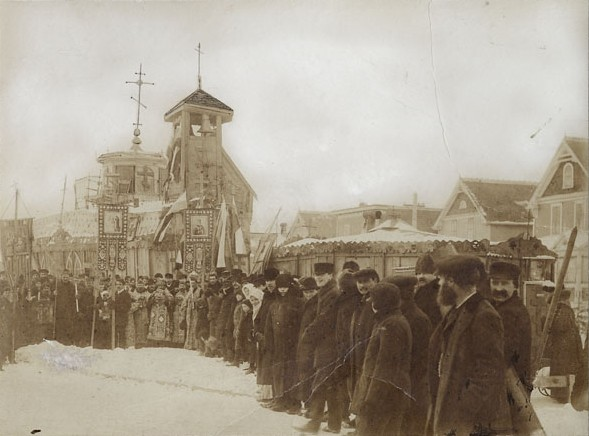
ティンキャン大聖堂

ティンキャン大聖堂 （英語: Tin Can Cathedral; ウクライナ語: Бляшана Катедра ローマ字転写:Blyashana Katedra） は北米における最初の独立したウクライナ教会である。通称セラフィム教会の中心で、カナダ、ウィニペグ市で創立され、ヨーロッパのどの教会にも属していない。
カナダへのウクライナ移民は1891年、主にオーストリア-ハンガリー州ブコビナとガリツィアから到着し始めた。信教はそれぞれブコビナ出身者は東方正教会、ガリツィアからの人々は東方カトリックであり、どちらもビザンチン儀式に親しみ、やがてカナダ流に定着させた。カナダ西部のウクライナ移民人口は増加を続け、1903年にはウクライナ人社会の若者層は、宗教家や政治家、教育者などの注目を集めるほどに大きくなった。

## 概要

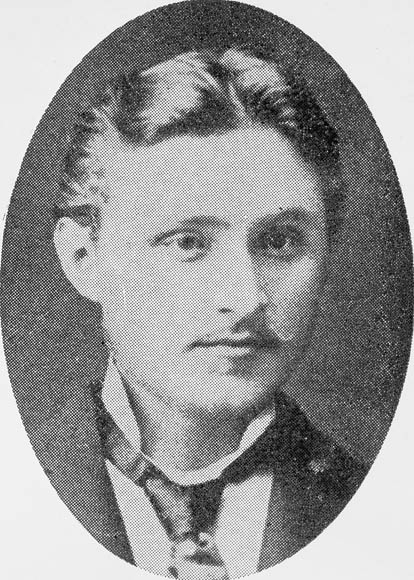
シリル・ゲニック （1857–1925）

ティンキャン大聖堂の立つウイニペグにウクライナ人のコミュニティーがあり、その中心的な人物はシリル・ゲニック（1857年-1925年）であった。ガリツィア出身でリヴィーウのウクライナ・アカデミック高校を卒業後、短期間、チェルニツィー大学で法律を学んだ。友人のイワン・フランコはウクライナ語で『Лис Микита』（仮題：狐のニキータ）（英語）を著しノーベル賞文学部門候補に挙がった小説家で、ゲニックはフランコの結婚式で介添人を務めた。当時の聖職者に対し、ゲニックは親友の辛辣な皮肉や社会主義的傾向を分かち合ったとされた。小作農民を不在地主の束縛から解放するには、土地制度の改革と並行して聖職者集団の解雇が企図され、教会階層と不在地主の共謀と土地管理をやめさせる一つの方法とされた。

### シリル・ゲニック
カナダに到着したゲニックは、カナダ政府に雇用されたウクライナ人第1号となり、immigration agentとして入植者を農場に案内した。いとこのイワン・ボドラグ（1874年-1952年）もその友人イワン・ネグリッチ（1875年-1946年）もコロメア地方ベレズィーブ村出身で、2人とも郷里ガリツィアの小学校教師の資格があった。ゲニックたち3名は地域のウクライナ・コミュニティーの知識層の中核を成し、通称〈ベレズィーブの三人組〉と呼ばれるまでになる。最年長のゲニックだけが既婚者で義父は司祭であり、妻ポーリーン（旧姓ツルコスキー）は学校教育を終え、夫妻には息子と娘が3人ずつあった。

### セラフィム司教
他に主要な人物としてセラフィム司教があり、実名はステファン・ウストボルスキーである。かつて、この人物はサンクトペテルブルクのロシア聖教会会議によって聖職を剥奪されていた。ヨーロッパを旅したセラフィムは巡礼地アトス山に個人的な目的で着くと、本人の説明では司教と自称する聖アンフィムの手で司教に叙されたという。当時、ロシア正教会を制御しようとロシア聖教会会議にロシア皇帝が挑んでおり、聖アンフィムは皇帝への恨みを抱き、セファリムは新世界で報復に肩入れせよと言い含められたという。
北アメリカに渡ったセラフィムはフィラデルフィアのウクライナ人司教の所に短い間、身を寄せた。ウィニペグに到着した時にはロシア正教会その他のどんな権威にも忠誠心を捨てた巡業聖職者として振る舞い、カナダ平原部に住むウクライナ人にはキリスト教の起源から続く伝統に基づいて受容されていった。

### マカリイ・マルチェンコ
ティンキャン大聖堂の献堂には、礎となるできごとがあった。それに関与した人物はもう一人あり、マカリイ・マルチェンコ（Makarii_Marchenko）（英語）という。セラフィムと共にアメリカからカナダに到着したマルチェンコは、教会礼拝で助祭または先唱者としてセラフィムを助けた。

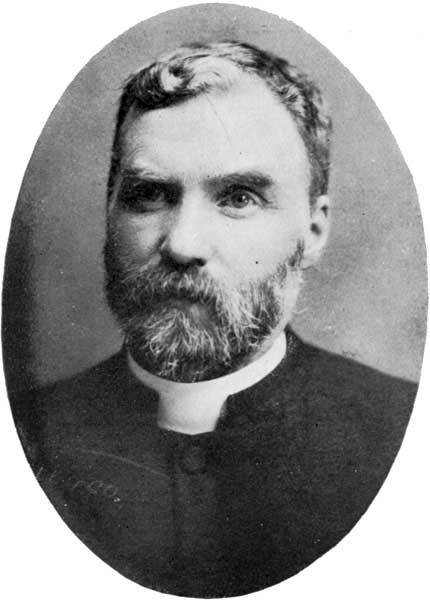
ウィリアム・パトリック博士（1852年-1911年）。マニトバ・カレッジ学長、禁酒運動家、多言語話者。

セラフィム司祭とマルチェンコならウクライナ人の需要に応じる以上の任があると太鼓判をおしたのは、ランジェヴァン大司教である（セント・ボニフェス地区に所在）。ローマカトリックのカナダ西部教区長であり、ローマ法王とも直に面識がある人物だった。他にウィニペグ長老派教会派のウィリアム・パトリック博士（1900年- マニトバ・カレッジ学長）に加え、北米ロシア正教会宣教会長ティーホン司教および宣教師たちに、マニトバ州自由党（Manitoba_Liberal_Party）（英語）である。

## 主なできごと
1902年、マニトバ州議会に議員ジョセフ・バーニエー（仏: Joseph Bernier）は条例案を提出し、「ギリシャ・ルーシ人がアングリカン・コミュニオンの庇護のもとに所有する不動産は、ローマ教会の所轄に帰するべきである」と示唆した。ランジェヴァン大司教は「ルーシ人は不動産を教会に引き渡すがよい、プロテスタントの真似をせず……司教にも司祭にも頼るべからず、平信徒あるいはその委員会に託し、カトリックとして自己を証明せよ」と宣言した。平原のウクライナ人はそのロシア正教会の宣教師にとって、カナダに存在するまとまった集団として魅力があった。その当時、アメリカで宣教するために同教会が費やした予算は年間10万ドルにのぼっていた。あるいはまた、別の宗派の長老派教会もウクライナ系カナダ人の若者層に関心を寄せ、マニトバ・カレッジ（現・ウィニペグ大学）に進学するようにと奨学金を示しており、同学は特設教職コースを開いてウクライナ系の新入生を受け入れた（後に独立系ギリシャ正教宣教師養成コースを追加）。ドイツ語の堪能だった同学長のキング博士は、ボドラグとネグリッチに入学面接をドイツ語で受けさせ、ゲニックは2人の成績証明書をポーランド語から英語に訳した。2人は北米初のウクライナ人大学生として入学をもちめられ、当時マニトバ大学傘下にあったマニトバ・カレッジに進学した。

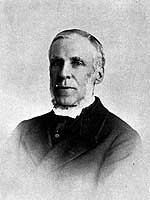
J・M・キング博士（1829年-1899年）

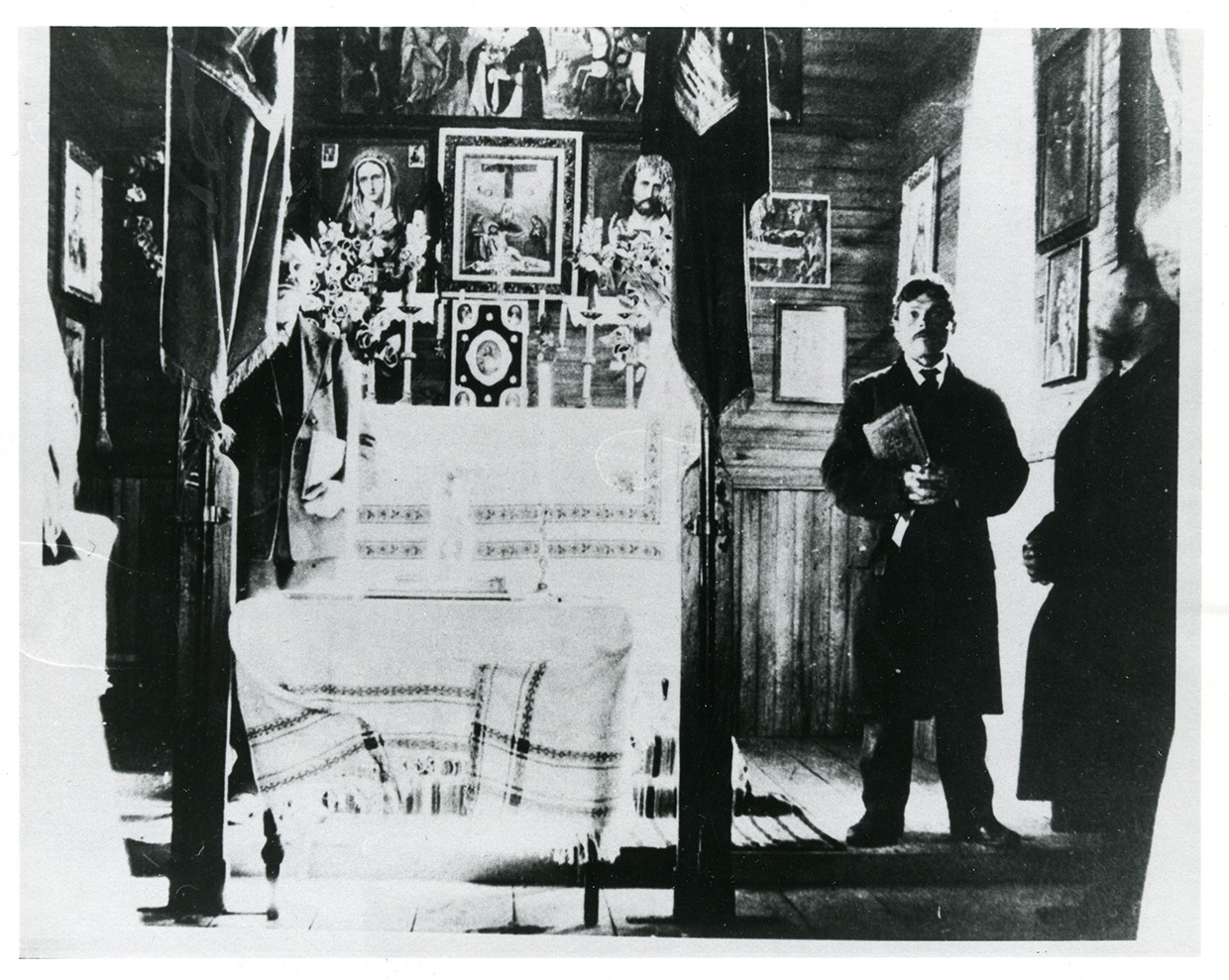
ティンキャン大聖堂内部（1905年）

ゲニック、ボドラグとネグリッチの3名は、急いでコミュニティーをまとめようとした。セラフィムを招き寄せ、1903年4月にウィニペグに降り立ったセラフィムは、ヨーロッパのいかなる教会からも独立であって、他のいかなる宗教グループが平原のウクライナ新移住者の魂をめぐって張り合うにつれ、それらのいずれにも忠誠を示さない教会の設立を目指す。三人組の意向を聞き入れ、ロシア正教会に対して正ロシア教会を立ち上げると自らその長の座に着き、ウクライナ人の心を掴むため、〈セラフィム教会〉と呼ばせた。儀式典礼は教会員がなれ親しんだ東方正教会式を提供し、教会に先唱者と助祭を雇った。「（前略）マニトバ通りとプリチャード通りを結ぶマグレゴー街東側に小さな木造建築があり、旧称を聖霊教会と読んだかもしれないが、1903年12月13日、正式にセラフィムの祝福を受けて礼拝の場として」門戸を開いた。翌1904年11月には「キング街とステラ通りの交差点に悪名高い〈ブリキ缶大聖堂〉を金属の再生材や木片で建て始めた。（後略）」。セラフィムはカリスマを発揮して「（前略）50名あまりの司祭と数多くの助祭（その多くは文盲）を任じて各地の〈ウクライナ人〉入植地（英語）の隅々まで派遣して司祭の義務を果たさせると、自らは独立した正統派と教会の財産の受託者の所有権を説く。独立した正説と理事会による教会地所の所有を説いた。2年も経つと、この教会は信者が6万人近くいると公表した（後略）。
「アルコールに関するさまざまな不注意と問題を起こしたため、とうとうウィニペグへ呼び寄せたインテリ層の信頼を失った。まるで手のひらを返すようにセラフィムの排斥に動かれ、かろうじて信者の数を減らさずに済んだ。そこでセラフィムはロシアの首都サンクトペテルブルグに渡ると名前が売れるように工作し、発展し続けるセラフィム教会に寄付金を募ろうとして、Russian Holy Synodと交渉した。司教の不在中、神学生のボドラクと同ネグリッチ、さらにセラフィム協会の僧侶たちは長老派教会の支援を取り付け、ただし交換条件として、長老派の形式に移行するよう求められた。
「1904年の晩秋、セラフィムはロシアから帰還したが、いっさいの助成金（posobiye）も持ち帰らなかった。帰還後、裏切られたと気づいたセラフィムは、背信に加担した司祭を全員、破門した。そして地元新聞にその人々の写真を掲載させ、犯罪者の写真のように、胸に氏名を入れさせている。自分自身も配下の司祭たちも全員、ロシア聖教会会議に破門されたと申し渡された時、セラフィムの復讐はようやく終わった。1908年にウィニペグを去ると、二度と戻ることはなかった。

## 結果
この社会的、精神的な小さな危機的状況が平原を襲った時、ウクライナ系カナダ人コミュニティーは立ち上がった。
セラフィム教会の反逆者の一人、イワン・ボドラグが独立教会の新しい長となった。彼は長老派の影響で福音主義のキリスト教を説き、彼なりにかなりのカリスマ的司祭であった。彼は1950年代まで生きた。独立教会の建物はプリチャード・アベニューとマグレゴー・ストリートの角に位置し、セラフィムの最初の教会は破壊されたが、長老派教会の助成金によって建てられた二番目の建物はウィニペグのノースエンド、レイバー・テンプルの向かいに今でも立っている。
ランジェヴァン大司教はウクライナコミュニティーをローマカトリックの傘下に融合しようと尽力した。
彼は聖ニコラスのバシリウス教会を設立し、ベルギー人の司祭、アキリー・デレアーその他を連れて来た。彼らは旧スロベニア教会のミサを読み、ギリシャ儀式に従った服をまとい、ポーランド語で説教をした。この教会はウィニペグのノースエンド、マグレゴー・ストリートの聖ブラドミア・オルガの独立ウクライナカトリック大聖堂の向かいにあった。このような競争はウクライナ系カナダ人の子供たちにとってウクライナ語を学ぶ大きな機会を提供した。
当時ローマカトリックは保守党と結びついていて、ウクライナ人はランジェヴァン大司教とは関連がないことを知っていた自由党はカナダで最初のウクライナ語の新聞、Kanadiskyi Farmer （カナダの農家）に助成金を出した。そしてその編集長は他でもないイワン・ネグレッチであった。
セラフィムは1908年に消えたがUkrainskyi Holosウクライナの声（現在もウィニペグで発行）新聞に彼のその後が書かれている。1913年ごろまでブリティッシュ・コロンビア州で鉄道労働者に聖書を売っていた、そして他の異説はロシアに帰ったと。
セリル・ゲニックは長女と息子の一人と共にアメリカ合衆国ノースダコタに移り、しばらくのちにウィニペグに戻ると、1925年に亡くなった。
マカリー・マルチェンコはセラフィムが去った後、セラフィム教会の新司教と名乗ったばかりでなく、総主教、教皇、首長、王子と宣言した。そして公平性を重んじるためと称し、あるいは保身のためであったか、ローマ法王とロシア聖教会会議をともに破門にした。記録によると1930年頃まで、各地のウクライナ人社会に赴くと、コミュニティーが待ち焦がれた東方儀式を提供した。